# Serra Azul (kommun)
Serra Azul är en kommun i Brasilien.   Den ligger i delstaten São Paulo, i den sydöstra delen av landet, 600 km söder om huvudstaden Brasília. Antalet invånare är 11 259.
Följande samhällen finns i Serra Azul:
- Serra Azul

Omgivningarna runt Serra Azul är huvudsakligen savann. Runt Serra Azul är det glesbefolkat, med 18 invånare per kvadratkilometer.